# جون ستويتزل
جون ستويتزل (بالفرنسية: Jean Stoetzel)‏ (23 أبريل 1910، سينت ديه دي فوج - 21 فبراير 1987، بولوني-بيانكور) عالم اجتماع فرنسي متخصص في نظرية الرأي، وعلم النفس الاجتماعي للاتصال.
وهو مبتكر طريقة استطلاعات الرأي في فرنسا.

## مسيرته
ولد ستويتزل في 23 أبريل 1910، في بيئة كاثوليكية ومحافظة لأب كان مدير مكتب البريد. وترجع أصوله إلى الألزاس واللورين.
درس ستويتزل في مدرسة لويس الكبير الثانوية، في الفصول التحضيرية الأدبية للمدارس العليا.
في عام 1932، التحق بالمدرسة العليا للأساتذة في باريس، وكانت أطروحته العليا مخصصة لعلم نفس الإعلان.
تم قبوله في مجمع الفلسفة عام 1937، وحصل على المركز الثالث. أنجز أطروحته حول "نظرية الآراء" (Théorie des opinions)، التي أجراها تحت إشراف موريس هالبواكس.
وفي عام 1938، زار جامعة كولومبيا في مدينة نيويورك. وهناك تعرف على أساليب استطلاع الرأي التي قام بها جورج غالوب.
عند عودته إلى فرنسا، أسّس المعهد الفرنسي للرأي العام، وهو أول منظمة فرنسية تجري استطلاعات الرأي. من بين الأسئلة المطروحة كان موقف الفرنسيين من سياسة إدوارد دالادييه فيما يتعلق بـ "التهديد الألماني"، والرأي المتعلق بانخفاض معدل المواليد، وما إلى ذلك. على الرغم من أن أساليب ستويتزل كانت فظة للغاية، إلا أنه تمكن من اكتشاف التحول نحو اليمين في المزاج العام الفرنسي.
خلال الحرب العالمية الثانية، عمل ستويتزل ضابط اتصال مع الجيش البريطاني وقاتل في معركة دنكيرك. عاد بعد ذلك إلى فرنسا المحتلة وقام بتدريس الفلسفة في إحدى المدارس الثانوية.
حصل ستويتزل على الدكتوراه في الفلسفة في عام 1943. كان أستاذاً لعلم الاجتماع في جامعة بوردو (1943-1954)، وكان أستاذاً لعلم النفس الاجتماعي في جامعة باريس (1955-1978).
في عام 1977، تم انتخاب ستويتزل عضوًا في أكاديمية العلوم الأخلاقية والسياسة الفرنسية. تم انتخابه لعضوية الجمعية الأمريكية للفلسفة عام 1979.

## الكتب
- نظرية الآراء (بالفرنسية: Théorie des opinions)‏، 1943، المطابع الجامعية بفرنسا
- الدراسة التجريبية للآراء (بالفرنسية: L'Étude expérimentale des opinions)‏، 1943، المطابع الجامعية بفرنسا
- شباب بلا أقحوان ولا سيف (بالفرنسية: Jeunesse sans chrysanthème ni sabre)‏، 1954، بلون
- استطلاعات الرأي العام (بالفرنسية: Les Sondages d'opinion publique)‏، 1973، المطابع الجامعية في فرنسا (مع آلان جيرار)
- علم النفس الاجتماعي (بالفرنسية: La Psychologie sociale)‏، 1963، بلون؛ 1978، شانز فلاماريون
- قِيمُ الوقت الحاضر (بالفرنسية: Les Valeurs du temps présent. Une enquête européenne)‏. مسح أوروبي، 1983، المطابع الجامعية بفرنسا